# Caxém
Caxém (em árabe: قشن‎; romaniz.: Qishn) é uma cidade da província de Mara, no sul do Iêmen.